# Jennifer Rockwell
Jennifer Rockwell-Grossarth (Tooele, 18 maggio 1983) è un'ostacolista statunitense naturalizzata italiana, specializzata nei 400 metri ostacoli.

## Biografia
Nata negli Stati Uniti a Tooele, nella contea omonima dello Utah, nel 2013 è arrivata in Italia. Specialista del giro di pista con barriere, Jennifer Rockwell (naturalizzata italiana nel 2012) sposata Grossarth ha il doppio passaporto italiano e americano grazie al nonno materno di origini casertane.
Negli Stati Uniti durante gli anni di high school ha praticato quattro sport: corsa su pista, nuoto, calcio e corsa campestre; per due anni di fila, nel biennio 2003-2004, è stata All-America.
Il 30 giugno del 2010 durante il Meeting internazionale di Reims in Francia ha stabilito il suo primato personale sui 400 m hs, correndo in 55"51 e finendo la gara al terzo posto, dietro la vincitrice nigeriana Ajoke Odumosu e la russa Evgenya Isakova.
Mamma di due bambine (Cambree e Makayla), viene allenata dal marito-allenatore statunitense Kyle Grossarth ex quattrocentista ad ostacoli ed in Italia viene seguita anche dall'italiano Riccardo Pisani.
Ha debuttato in Italia da italiana l'8 giugno del 2013 al Meeting internazionale Memorial "Primo Nebiolo" di Torino terminando al quarto posto in 56"61 sui 400 m hs e, nello stesso mese, ha esordito in maglia azzurra con la Nazionale assoluta agli Europei a squadre di Gateshead nel Regno Unito, terminando la sua gara al quarto posto, a 12 centesimi dal terzo posto della russa Vera Rudakova.
Con la vittoria in 55"70, tempo ottenuto il 7 luglio del 2013 al Resisprint International di La Chaux-de-Fonds in Svizzera, è diventata la settima italiana di sempre di specialità.
Agli assoluti di Milano vince la medaglia di bronzo, dietro la titolata italo-cubana Yadisleidy Pedroso e la vicecampionessa Manuela Gentili.
Ad agosto, sempre del 2013, ha indossato la maglia azzurra dell'Italia anche ai Campionati mondiali di Mosca, uscendo in batteria sui 400 m hs (unica rappresentante dell'Italia, in questa specialità, nella rassegna iridata).
Nel settembre del 2013 a Rieti ha vinto il titolo nazionale dei campionati italiani di società con l'ACSI Italia Atletica, contribuendo al successo della società col terzo posto sia nei 400 m che sui 400 m hs e la seconda piazza con la staffetta 4x400 m.
Nel 2014 è rimasta ferma per infortunio ed è ritornata alle gare il 10 gennaio del 2015 a Provo negli Stati Uniti correndo al coperto i 300 m in 40"29.
Nel luglio del 2015 termina al settimo posto (stessa posizione occupata nella classifica del riepilogo dopo le batterie) sui 400 m hs ed al sesto con la 4x400 m negli assoluti di Torino.
Nel settembre del 2015 a Jesolo, col terzo posto sui 400 m hs ed il quarto con la staffetta 4x400 m, contribuisce al secondo posto dell'ACSI Italia Atletica nei campionati italiani di società, vinti dalla Bracco Atletica.

## Progressione

### 400 metri ostacoli
| Stagione | Tempo   | Luogo             | Data      | Rank. Mond. |
| -------- | ------- | ----------------- | --------- | ----------- |
| 2016     | 58"07   | Provo             | 13-5-2016 |             |
| 2015     | 58"15   | Provo             | 25-4-2015 |             |
| 2013     | 55"70   | La Chaux-de-Fonds | 7-7-2013  |             |
| 2012     | 56"18   | Eugene            | 29-6-2012 |             |
| 2010     | 55"51   | Reims             | 30-6-2010 |             |
| 2009     | 57"61   | Eugene            | 27-6-2009 |             |
| 2008     | 56"37   | Eugene            | 28-6-2008 |             |
| 2007     | 57"47   | Indianapolis      | 22-6-2007 |             |
| 2006     | 1'00"10 | Ogden             | 3-5-2006  |             |
| 2004     | 58"53   | Northridge        | 28-5-2004 |             |
| 2003     | 58"90   | Palo Alto         | 30-5-2003 |             |
| 2002     | 1'00"92 | Des Moines        | 25-4-2002 |             |

## Palmarès
| Anno | Manifestazione | Sede  | Evento   | Risultato | Prestazione | Note   |
| ---- | -------------- | ----- | -------- | --------- | ----------- | ------ |
| 2013 | Mondiali       | Mosca | 400 m hs | Batteria  | 56"53       | [ 20 ] |

## Campionati nazionali
2013
- Bronzo ai campionati italiani assoluti  (Milano), 400 m hs - 56"32[21]

2015
- 7ª ai campionati italiani assoluti (Torino), 400 m hs - 1'00"11[22]
- 6ª ai campionati italiani assoluti (Torino), 4×400 m - 3'47"87[23]

## Altre competizioni internazionali
2013
- 4ª nella Super League degli Europei a squadre ( Gateshead), 400 m hs - 56"32[24]